# Alpen Cup w skokach narciarskich
Alpen Cup w skokach narciarskich (pol. Puchar Alp) – cykl zawodów w skokach narciarskich, rozgrywany na skoczniach w krajach alpejskich.
Pierwsza edycja Alpen Cup odbyła się w sezonie 1990/1991. Od sezonu 1996/1997 - w ramach cyklu - zaczęto przeprowadzać konkursy w warunkach letnich. W sezonie 1999/2000 wyodrębniono dwie osobne klasyfikacje, letnią (Alpen-Grand Prix) i zimową, a do klasyfikacji ogólnej zaliczono punkty uzyskane w konkursach zimowych oraz połowę punktów zdobytych w konkursach letnich. Od następnego sezonu (2000/2001) klasyfikacja letnia łączy się z klasyfikacją zimową.
W Alpen Cup mogą uczestniczyć wyłącznie juniorzy, tj. zawodnicy, którzy w roku zakończenia danego sezonu, osiągną maksymalnie 20 rok życia (do sezonu 2005/2006 granica ta wynosiła 18 lat). Do sezonu 2006/2007 włącznie, udział w zawodach Pucharu Alp mogli brać jedynie skoczkowie z państw alpejskich. Od sezonu 2007/2008 prawo uczestnictwa mają również reprezentanci krajów wschodnioeuropejskich, tj. Bułgarzy, Czesi, Polacy, Rumuni, Słowacy i Węgrzy. Jedna federacja krajowa może wystawić w jednym konkursie maksymalnie czterech zawodników. Przed zawodami nie rozgrywa się kwalifikacji. W obu seriach startują wszyscy zawodnicy zgłoszeni do konkursu, a trzydziestu najlepszych zdobywa punkty do klasyfikacji generalnej.
W latach 2001–2004 i od sezonu 2012/2013 Alpen Cup organizowany jest również w kategorii kobiet. W latach 2000 i 2002–2003 wyodrębniono dwie osobne klasyfikacje, letnią i zimową.

## Zwycięzcy
| Edycje zimowe | Edycje zimowe       | Edycje zimowe                                    | Edycje zimowe            |
| Sezon         | 1. miejsce          | 2. miejsce                                       | 3. miejsce               |
| ------------- | ------------------- | ------------------------------------------------ | ------------------------ |
| 1990/1991     | Damjan Fras         | Gerd Siegmund                                    | Marc Nölke               |
| 1991/1992     | Andreas Beck        | Christian Reinthaler                             | Jérôme Gay               |
| 1992/1993     | Adolf Grugger       | Andreas Beck Gerhard Gattinger Gerhard Schallert | –                        |
| 1993/1994     | Andreas Widhölzl    | Anže Zupan                                       | Reinhard Schwarzenberger |
| 1994/1995     | Jaka Grosar         | Karl-Heinz Dorner                                | Primož Peterka           |
| 1995/1996     | Primož Peterka      | Matija Stegnar                                   | Markus Eigentler         |
| 1996/1997     | Wolfgang Loitzl     | Falko Krismayr                                   | Markus Eigentler         |
| 1997/1998     | Georg Späth         | Martin Koch                                      | Tadej Lenič              |
| 1998/1999     | Primož Urh-Zupan    | Florian Liegl                                    | Stefan Kaiser            |
| 1999/2000     | Manuel Fettner      | Stefan Kaiser                                    | Stefan Thurnbichler      |
| 2000/2001     | Jörg Ritzerfeld     | Mathias Hafele                                   | Maximilian Mechler       |
| 2001/2002     | Maximilian Mechler  | Rok Benkovič                                     | Christoph Strickner      |
| 2002/2003     | Rok Urbanc          | Jaka Oblak                                       | Roland Müller            |
| 2003/2004     | Tobias Bogner       | Jurij Tepeš                                      | Julian Musiol            |
| 2004/2005     | Arthur Pauli        | Jurij Tepeš                                      | Nejc Frank               |
| 2005/2006     | Mario Innauer       | Arthur Pauli                                     | Thomas Thurnbichler      |
| 2006/2007     | Thomas Thurnbichler | Mitja Mežnar                                     | David Unterberger        |
| 2007/2008     | David Unterberger   | Danny Queck                                      | Manuel Poppinger         |
| 2008/2009     | Lukas Müller        | Michael Hayböck                                  | Manuel Poppinger         |
| 2009/2010     | Thomas Diethart     | Johannes Obermayr                                | Thomas Lackner           |
| 2010/2011     | Thomas Lackner      | Stefan Kraft                                     | Jaka Hvala               |
| 2011/2012     | Anže Lanišek        | Jaka Hvala                                       | Rok Justin               |
| 2012/2013     | Cene Prevc          | Matic Benedik                                    | Elias Tollinger          |
| 2013/2014     | Patrick Streitler   | Elias Tollinger                                  | Sebastian Bradatsch      |
| 2014/2015     | Simon Greiderer     | Cene Prevc                                       | Paul Brasme              |
| 2015/2016     | Jonathan Siegel     | Adrian Sell                                      | Jan Kus                  |
| 2016/2017     | Žiga Jelar          | Timi Zajc                                        | Markus Rupitsch          |
| 2017/2018     | Sandro Hauswirth    | Jan Kus                                          | Aljaž Osterc             |
| 2018/2019     | David Haagen        | Dominik Peter                                    | Luca Roth                |
| 2019/2020     | Marco Wörgötter     | Mark Hafnar                                      | Žak Mogel                |
| 2020/2021     | Markus Müller       | Marco Wörgötter                                  | Julijan Smid             |
| 2021/2022     | Maximilian Ortner   | Mark Hafnar                                      | Maksim Bartolj           |
| 2022/2023     | Stephan Embacher    | Maksim Bartolj                                   | Louis Obersteiner        |
| 2023/2024     | Jannik Faißt        | Simon Steinberger                                | Johannes Pölz            |

| Edycja letnia | Edycja letnia | Edycja letnia       | Edycja letnia                 |
| Sezon         | 1. miejsce    | 2. miejsce          | 3. miejsce                    |
| ------------- | ------------- | ------------------- | ----------------------------- |
| 1999          | Uli Basler    | Stefan Thurnbichler | Primož Urh-Zupan Jure Bogataj |

### Najwięcej razy na podium w klasyfikacji generalnej
uwzględniono zawodników z co najmniej jednym zwycięstwem oraz dwoma miejscami na podium
| Msc. | Imię i nazwisko     | Kraj     |   |   |   | Razem |
| ---- | ------------------- | -------- | - | - | - | ----- |
| 1.   | Andreas Beck        | Austria  | 1 | 1 | 0 | 2     |
| 1.   | Arthur Pauli        | Austria  | 1 | 1 | 0 | 2     |
| 1.   | Marco Wörgötter     | Austria  | 1 | 1 | 0 | 2     |
| 4.   | Thomas Lackner      | Austria  | 1 | 0 | 1 | 2     |
| 4.   | David Unterberger   | Austria  | 1 | 0 | 1 | 2     |
| 4.   | Thomas Thurnbichler | Austria  | 1 | 0 | 1 | 2     |
| 4.   | Maximilian Mechler  | Niemcy   | 1 | 0 | 1 | 2     |
| 4.   | Primož Peterka      | Słowenia | 1 | 0 | 1 | 2     |

### Najwięcej razy na podium w klasyfikacji generalnej według państw
| Msc. | Kraj       |    |    |    | Razem |
| ---- | ---------- | -- | -- | -- | ----- |
| 1.   | Austria    | 18 | 17 | 17 | 52    |
| 2.   | Słowenia   | 8  | 14 | 8  | 30    |
| 3.   | Niemcy     | 6  | 3  | 5  | 14    |
| 4.   | Szwajcaria | 1  | 1  | 0  | 2     |
| 5.   | Francja    | 0  | 0  | 2  | 2     |

## Zwyciężczynie
| Edycje zimowe         | Edycje zimowe                | Edycje zimowe           | Edycje zimowe      |
| Sezon                 | 1. miejsce                   | 2. miejsce              | 3. miejsce         |
| --------------------- | ---------------------------- | ----------------------- | ------------------ |
| 2000/2001             | Daniela Iraschko             | Eva Ganster             | Heidi Roth         |
| 2001/2002             | Daniela Iraschko Eva Ganster | –                       | Angelika Kühorn    |
| 2002/2003             | Daniela Iraschko             | Eva Ganster             | Katrin Stefaner    |
| 2003/2004             | Daniela Iraschko             | Monika Pogladič         | Eva Ganster        |
| 2004/2005 - 2011/2012 | nie rozgrywano               | nie rozgrywano          | nie rozgrywano     |
| 2012/2013             | Ema Klinec                   | Ramona Straub           | Chiara Hölzl       |
| 2013/2014             | Elisabeth Raudaschl          | Melanie Häckert         | Anna Rupprecht     |
| 2014/2015             | Agnes Reisch                 | Elisabeth Raudaschl     | Luisa Görlich      |
| 2015/2016             | Agnes Reisch                 | Lara Malsiner           | Julia Huber        |
| 2016/2017             | Selina Freitag               | Jerneja Brecl           | Katra Komar        |
| 2017/2018             | Lisa Eder                    | Jenny Nowak             | Alexandra Seifert  |
| 2018/2019             | Lisa Hirner                  | Jerneja Repinc Zupančič | Josephin Laue      |
| 2019/2020             | Jessica Malsiner             | Annika Sieff            | Vanessa Moharitsch |
| 2020/2021             | Nika Prevc                   | Vanessa Moharitsch      | Hannah Wiegele     |
| 2021/2022             | Jerneja Repinc Zupančič      | Nika Prevc              | Nika Vetrih        |
| 2022/2023             | Lilou Zepchi                 | Taja Bodlaj             | Tinkara Komar      |
| 2023/2024             | Tina Erzar                   | Meghann Wadsak          | Lilou Zepchi       |

### Najwięcej razy na podium w klasyfikacji generalnej
uwzględniono zawodniczki z co najmniej jednym zwycięstwem oraz dwoma miejscami na podium
| Msc. | Imię i nazwisko     | Kraj    |   |   |   | Razem |
| ---- | ------------------- | ------- | - | - | - | ----- |
| 1.   | Daniela Iraschko    | Austria | 4 | 0 | 0 | 4     |
| 2.   | Agnes Reisch        | Niemcy  | 2 | 0 | 0 | 2     |
| 3.   | Eva Ganster         | Austria | 1 | 2 | 1 | 3     |
| 4.   | Elisabeth Raudaschl | Austria | 1 | 1 | 0 | 2     |
| 5.   | Lilou Zepchi        | Francja | 1 | 0 | 1 | 2     |

### Najwięcej razy na podium w klasyfikacji generalnej według państw
| Msc. | Kraj       |   |   |   | Razem |
| ---- | ---------- | - | - | - | ----- |
| 1.   | Austria    | 8 | 5 | 6 | 19    |
| 2.   | Niemcy     | 3 | 3 | 6 | 12    |
| 3.   | Słowenia   | 4 | 5 | 2 | 11    |
| 4.   | Włochy     | 1 | 2 | 0 | 3     |
| 4.   | Francja    | 1 | 0 | 1 | 2     |
| 5.   | Szwajcaria | 0 | 0 | 1 | 1     |